# Andolsheim
Andolsheim là một xã thuộc tỉnh Haut-Rhin trong vùng Grand Est, đồng bắc Pháp. Xã này có diện tích 11,6 km², dân số năm 1999 là 2907 người. Khu vực này có độ cao trung bình 189 mét trên mực nước biển.